# Réglementation du vote électronique en France
 (novembre 2014).
 (juin 2024).
La réglementation du vote électronique en France est un ensemble de mesures destinées à encadrer l'utilisation des machines à voter lors d'un scrutin.
Le 17 novembre 2003, le ministère de l'intérieur, dirigé par Nicolas Sarkozy, fixe un arrêté portant approbation du règlement technique fixant les conditions d’agrément des machines à voter qui seront utilisées lors de l’élection présidentielle française de 2007.
Toutefois leur utilisation a suscité des réactions nombreuses dans l'opinion (création d'associations locales et plusieurs pétitions). Tous les candidats à l'élection présidentielle (sauf le candidat UMP) se sont prononcés pour un moratoire sur la question ou pour le maintien du vote papier. Philippe Dallier, un sénateur UMP a déposé un projet de loi le 26 juin 2007 visant à interdire leur utilisation.
Michèle Alliot-Marie a émis une instruction
qui annule la circulaire NOR/INT/A/04/00065/C du 26 mai 2004, et est valable pour toutes les élections de la seule année 2008. En effet, d'après le rapport, de nouvelles règles seront en place dès 2009.

## Règlementation concernant la machine

### Vérification de la version du logiciel
L'intégrité de la machine peut être renforcée par des scellés, et la vérification d'un checksum. Cela ne constitue cependant pas une garantie car la fraude peut avoir lieu avant la pose des scellés ou par l'utilisation de faux scellés et les checksum ne détectent que les erreurs et non les logiciels objets d'une fraude.
Nedap le formule en ces termes : « Les informaticiens de tous bords qui se sont emparés du sujet voudraient mettre en place de la cryptographie, des clés cryptées ou autre mécanisme logiciel qui tôt ou tard sera à son tour détourné. Les informaticiens cherchent des solutions informatiques à un problème qui est avant tout de procédure électorale. Pour que les membres d’un bureau de vote puissent constater qu’une machine à voter est utilisable, il faut un moyen visuel accessible et compréhensible par tous. Les scellés numérotés que nous apposons sur nos machines à voter depuis leur première utilisation en 2004 sur le territoire français permettent ce contrôle visuel et compréhensible par tous. Là où les « Wij vertrouwen stemcomputers niet » ont appuyé pour faire mal aux Pays-Bas, c’est que les machines à voter néerlandaises n’étaient pas scellées. L’intégrité physique de la machine ne pouvait donc être garantie. ».
Nedap complète : « si les scellés sont en place, les membres du bureau de vote peuvent contrôler le checksum de la machine à voter. Le checksum est un identifiant visuel du micro-logiciel qui sert à faire fonctionner la machine à voter. Cette procédure, qualifiée de duperie par certains qui s’attachent à semer le trouble par manque de connaissance des procédures électorales, permet de contrôler que c’est bien une machine agréée qui est en place dans le bureau de vote. C’est la combinaison des scellés numérotés et du checksum qui font que l’on peut garantir l’intégrité de nos machines à voter. Une fois ces contrôles visuels simples et compréhensibles de tous effectués, les membres du bureau de vote peuvent assurer les électeurs de la bonne prise en compte de leurs votes. ». Ce raisonnement se heurte au fait que c'est la machine elle-même qui calcule son code de contrôle (checksum), une machine fraudée fournirait donc évidemment le code de contrôle de la machine agréée afin de rester indétectable. Ainsi le checksum n'apporte de garantie qu'aux modifications involontaires de logiciel et aucunement contre la fraude.
Par ailleurs, l'utilisation d'un code de contrôle permet simplement de vérifier que le logiciel installé sur la machine est bien identique au logiciel original qui a reçu l'homologation ; si c'est cette procédure d'homologation qui est insuffisante, alors l'utilisation du logiciel original n'exclut pas des comportements incorrects de la machine à voter (liés à des erreurs de programmation, ou à des fraudes lors de la conception). À ce sujet, voir le paragraphe "L'homologation" ci-dessous.

### Les bonnes et mauvaises pratiques de conservation
Les équipements doivent être scellés et placés dans des locaux sécurisés. L'accès à ces locaux sécurisés doit être réglementé.
Les scellés peuvent être un bracelet en plastique numéroté, interdisant l’effraction sur la valise contenant la machine, de tels scellés seraient bon marché (pour la marque Sydex des machines Nedap, 194 €, le sac de 1000). Le sceau peut aussi être une étiquette qui relie les deux parties du boîtier à l’arrière de la machine (modèle Nedap).
Les scellés sont posés peu de temps avant l'ouverture du vote, après les paramétrages.
Des techniciens peuvent passer pour faire des modifications sur les machines.
Un autre question concerne l'identification des machines : ainsi, à Issy-les-Moulineaux, les machines utilisées ne sont pas les machines testées.

### Homologation
Le ministère français de l’Intérieur a fixé un règlement technique .
En pratique, les fabricants soumettent leurs types de machines à des organismes certificateurs. Pour Nedap et ES&S, il s'agit du Bureau Veritas, pour Indra il s'agit d'Apave-Ceten. Les contrôles servent simplement à tester la robustesse des machines. Ils ne cherchent pas à éviter les fraudes. Une entreprise comme Apave-Ceten peut agréer une machine comme celle d'Indra, sans avoir accès à ses composants électroniques.
Une machine à voter ne doit pas nécessairement respecter chacun des points du règlement. En particulier l’exigence 45 recommande que « les programmes nécessaires à la réalisation de ces fonctions doivent être des modules indépendants et stockés sous forme inaltérable », alors que la machine Indra stocke son logiciel sur un disque dur. Par ailleurs certaines machines ne respectent pas les exigences 6, 7, 19 et 46
L'agrément ne concerne pas une version donnée de logiciel ou de matériel, mais plutôt un « modèle ». La législation n'impose aucun contrôle de chaque exemplaire de machines à voter afin de vérifier qu'il est identique à celui qui a été homologué.
D'un point de vue judiciaire, le non-respect d'un article du code électoral ne constitue pas une atteinte au droit du suffrage : « Considérant que M. [NOM DU PLAIGNANT] soutient que les machines à voter qui seront utilisées par les électeurs de la commune d’Issy-les-Moulineaux ne satisfont pas aux dispositions précités de l’article L57-1 du code électoral ; qu’à la supposer établie, une telle circonstance ne permet pas, à elle seule, de caractériser une atteinte grave à la liberté fondamentale que constitue l’exercice du droit de suffrage ; qu’il suit de là que la requête de [NOM DU PLAIGNANT] ne peut qu’être rejetée ».
Point important : l'homologation porte sur un type de machine à voter et sur la capacité à produire des machines identiques au type homologué. Cette capacité est évaluée en s'appuyant sur le plan d’assurance qualité du fournisseur et son éventuelle certification ISO 9000. Il n'existe ni homologation individuelle des machines ni méthodologie permettant de vérifier qu'une machine présente dans un bureau de vote est bien identique au type homologué.

### Agréments valides[Quand?]
- Nedap modèle ESF1 ,
- Indra modèles “Point & Vote” et “Point & Vote Plus”,
- ES&S modèle iVotronic ,
- aucune nouvelle demande d’agrément n’est en cours, selon le ministère de l’Intérieur (en date du 15 juin 2006)[9].

### Le paramétrage
Les machines nécessitent un paramétrage, notamment pour enregistrer les différents candidats. Il ne peut donc pas y avoir de scellés avant et après la période électorale.
Par ailleurs « Les paramètres du vote sont cryptés et encodés sur la clé électronique du Président [du bureau de vote] »

## Réglementation sur le déroulement de la journée de vote
L'utilisation de machines à voter modifie le déroulement de la journée de scrutin.
En particulier, le Président du bureau de vote détiendrait plusieurs codes de sécurité ainsi qu'une clé électronique.
La journée de vote est découpée par le règlement mav2 en plusieurs fonctions :
1. Préparation du scrutin (exigences 1, 2, et 3) ;
2. Ouverture du scrutin (exigences 4, 5, 6 et 7) ;
3. Déroulement du scrutin (exigences 8 à 14) ;
4. Clôture du scrutin (exigences 16 et 17) ;
5. Dépouillement (exigences 18 à 21) ;
6. Centralisation des résultats (exigences 22 à 23).

L'avant veille du scrutin, un « dispositif indiquant les candidatures » est mis en place sur la machine.
En pratique, l'entreprise fournissant la machine et/ou le service programme la machine de manière spécifique au scrutin. Le client de la société valide que la programmation informatique est bonne. Des tests sont effectués, la machine est initialisée. Des scellés sont ensuite posés. Les scellés garantiront que la programmation le jour de l'élection est la même que la programmation programmée,.
Le matin du scrutin, les membres du bureau essayent de vérifier le fonctionnement correct de la machine :
- Exécution de tests prédéfinis (tests pour partie manuelle et pour partie automatique)[15] ;
- La mise-à-zéro des variables servant à compter les suffrages ;
- La conformité des choix proposés au vote à ceux adressés par le préfet au maire de la commune.

Une opération de synchronisation de l’horloge interne de la machine doit être effectuée.
La machine peut imprimer un procès-verbal dit d’« initialisation de la machine ».
En fin de journée, les votes sont comptés dans chaque bureau de vote, mais « Il ne peut (ni ne doit) y avoir aucun recompte des votes a posteriori (comme pour le vote papier) ».
Contrairement au vote manuel qui nécessite du personnel qui sache lire et écrire, le vote en machine ne nécessite à aucun moment de savoir lire ou écrire. De même, un diplôme dans le secteur informatique n'aide pas à la compréhension de ces machines. Ceci est toutefois contesté dans le International Herald Tribune.

## Positionnement des institutions et parties prenantes

### Préconisations du conseil constitutionnel
Le conseil constitutionnel préconise à droit constant d'utiliser une machine à voter pour 300 électeurs, en considérant qu'une machine à voter équivaut à une urne et un isoloir.
Il préconise également de mettre en réseau des machines à voter connectées entre elles au sein du même bureau de vote, et de considérer ce réseau comme une urne électronique.

### Rôle de la CNIL
La CNIL n'a pas pris position sur l'ordinateur de vote, car, en l'absence de « manipulation de données à caractère personnel », cela ne fait pas partie de sa mission.
En 2003, elle a recommandé la mise en place d'un cadre pour tout vote électronique.
Elle a également recommandé une « évaluation globale des dispositifs de vote électronique ».
Le cadre de 2003 recommande que « le code source des logiciels utilisés par le système de vote électronique devrait être accessible sans restriction ».

### Rôle du citoyen
Le vote électronique, en France, s'effectue en plusieurs étapes :
- le président active la machine, à l'aide d'un « boîtier interactif portable (BIP) unique »[12]
- le citoyen entre dans l'isoloir
- il consulte les candidats affichés sur l'écran
- il appuie sur le bouton correspondant à son candidat
- le choix de l'électeur est affiché
- l'électeur confirme son choix
- la machine ajoute secrètement une voix à un compteur, correspondant au candidat choisi
- l'électeur sort de l'isoloir et émarge.

Par ailleurs, « le président du bureau de vote sera obligé de se tenir à côté de l'électeur au risque de le gêner. Puis devra rentrer dans l'urne(sic) après chaque vote pour démarrer une session. On peut s'attendre à des files d'attente conséquentes »
Toutefois, afin de réduire les temps d'attente pouvant aller jusqu'à deux heures dans les bureaux utilisant des machines à voter, « certains responsables (...) s'assoient sur les procédures pour accélérer le mouvement », notamment « adapter le contrôle d'identité pour éviter l'attente ».
Il faut noter que dans d'autres bureaux de vote, l'utilisation de la machine à voter ne nécessitait pas d'intervention rapprochée du président du bureau de vote et ne semblait pas provoquer de file d'attentes.
Enfin une déléguée du Conseil constitutionnel ne voit « aucun problème majeur » dans le déroulement du scrutin, alors que le représentant d'un parti soupçonne des « doubles votes et une somme d'irrégularités ».

### Position des industriels
Enfin, l'importateur France-Élections de machines de la marque Nedap estime que ces machines doivent être vérifiées sous la responsabilité de l'État, et non sous la responsabilité d'experts auto-proclamés, et l'exprime en ces termes : «c’est aux institutions qu’il incombe de protéger la démocratie, pas aux informaticiens.». Cette même source évoque la possibilité que les institutions ne soient pas «compétentes». Plusieurs organisations de citoyens tel Aulnay Citoyen ou ordinateurs-de-vote.org estiment que c'est au citoyen que revient la responsabilité de contrôler la sincérité de l'élection. Elles prônent un maintien du vote papier.

## Risques
- En l'absence de règles, un informaticien de bon niveau pourrait faire délivrer à la machine un résultat erroné[5], en modifiant certains composants Eprom, disque dur. Rop Gonggrijp l'a fait. Le logiciel de la machine peut même être modifié, sans que la modification soit détectée. Pour cette raison, les machines sont équipées de mesures de protection (clé électronique). Ainsi, les personnes ayant accès au local de stockage des machines pourraient, en l'absence de procédure de protection, organiser une fraude. Sur l’iVotronic une altération du logiciel pourrait se faire à partir de la carte flash externe.

- En France, les machines à voter n'ont pas de trace papier. Il n'est donc pas possible de vérifier les résultats. Cependant, même en présence d'une trace papier, il serait nécessaire de définir un cadre légal qui autorise cette vérification et définisse sa portée [25].

- Un électeur peut se filmer pendant tout le déroulement de son vote, depuis le choix d'un candidat, jusqu'à la confirmation finale, car il échappe aux regards des membres du bureau de vote lorsqu'il effectue l'ensemble des opérations pour voter [26]. Les électeurs sont donc moins bien protégés contre les pressions ou la coercition (menaces, achat de vote) que lorsque le vote se déroule avec une urne transparente.

## Utilisation

### Elections de 2007
En France, pour les élections de 2007, il a été prévu que 82 communes utilisent des machines à voter.

### Élections européennes de 2009
À l'occasion des élections européennes de 2009, se pose le problème de l'utilisation des machines à voter pour des scrutins par liste.
Ceci conduit à ce que deux semaines avant le jour du scrutin la décision de voter avec une machine à voter ou bien avec du matériel démocratique traditionnel (urne, isoloir, etc.) ne soit pas prise dans certaines villes.
Onze villes de la région parisienne ont annoncé à la préfecture vouloir utiliser des machines à voter mais seules deux peuvent le faire de manière légale : Issy-les-Moulineaux et Bois-Colombes.
En effet, les autres communes sont équipées de machines Nedap/France élection, qui ne sont pas capables de respecter les règles fixées par la circulaire du 27 mars 2009. Cette circulaire prévoit la possibilité de ne pas faire figurer le nom des candidats sur les listes, si l'ensemble des listes en présence donnent leur accord. Pour ces raisons, Pierre-Christophe Baguet, député-maire UMP de Boulogne, considère que l'utilisation des machines à voter est impossible.
Cette limitation avait déjà été signalée à la ministre de l’Intérieur, Michèle Alliot-Marie par François Kosciusko-Morizet, maire UMP de Sèvres, le 10 avril 2009.
Le maire de Sèvres a toutefois décidé d'utiliser les machines à voter même si leur utilisation n'est pas autorisée.